# Vivendo adesso
Vivendo adesso è un brano musicale scritto da Elisa e cantato da Francesco Renga, presentato in gara al Festival di Sanremo 2014 e inserito nel suo album discografico Tempo reale.
Il brano è passato alla prima esecuzione con il 56% delle preferenze rispetto al secondo brano A un isolato da te.
Inizialmente primo nella classifica parziale resa nota durante la terza serata e considerato il brano favorito del Festival di Sanremo 2014, a sorpresa è stato escluso dal podio della finale piazzandosi quarto nella classifica generale.

## Tracce
Testi e musiche di Elisa Toffoli.
1. Vivendo adesso – 4:20

## Classifiche
| Classifica (2014) | Posizione massima |
| ----------------- | ----------------- |
| Italia            | 4                 |

### Classifiche di fine anno
| Classifica (2014) | Posizione |
| ----------------- | --------- |
| Italia            | 70        |